# 荘月明
荘 月明（そう げつめい、英語：Zhuang Yueming、1932年6月18日 - 1990年1月1日）は、香港最大の企業集団・長江実業グループの執行理事、創設者兼会長である李嘉誠の妻。

## 経歴
英華女學校卒業。1961年、香港大学で英文学位を取得。後に、日本の明治大学に留学。
1963年、李嘉誠と結婚。李嘉誠は一代で香港最大の企業集団・長江実業グループを築き上げた人物であり、その資産は2013年度世界長者番付によれば、310億米ドルとされ、世界8位の富豪である。アジア全域で最も富裕な人物であり、華人としては世界最大の資産家とされた。一方で、そのフィランソロピーでも知られ、質素な日常生活を送り、李嘉誠基金会を通じて社会に多額の献金を行っている。
荘月明も優れた女性経営者として、また夫同様、慈善事業家として有名であり、彼女の寄付により、幾つかの著名な施設にその名が冠せられている。また、二人の息子は実業家として活躍している。

## 荘月明の名前を冠した建物・施設
- 香港大学莊月明市民センター
- 香港大学莊月明化学センター
- 香港大学莊月明物理学センター
- 明愛莊月明中學中学校
- St Paul's Co-educational College李莊月明樓（学生宿舎）

## 家族
- 長男　李沢鉅（ヴィクター・リー）：長江実業副会長兼社長
- 次男　李沢楷（リチャード・リー）：PCCW（パシフィック・センチュリー・サイバー・ワークス。香港最大の通信会社）創業者

## 伝記・関連書籍
- 西原哲也「秘録・華人財閥＝日本を踏み台にした巨龍たち」（NNA、2008年7月）